# Kepanjin
Kepanjin is een bestuurslaag in het regentschap Sumenep van de provincie Oost-Java, Indonesië. Kepanjin telt 3613 inwoners (volkstelling 2010).